# Lionel Martin
Lionel Walker Birch Martin (n. 15 martie 1878, Pentewan⁠(d), Pentewan Valley⁠(d), Anglia, Regatul Unit al Marii Britanii și Irlandei – d. 14 octombrie 1945) a fost un om de afaceri englez care a fondat compania care a devenit Aston Martin.